# Jordan Adéoti
Jordan Adéoti (ur. 12 marca 1989 w L’Union) – beniński piłkarz występujący na pozycji pomocnika. Zawodnik AJ Auxerre.

## Kariera klubowa
Adéoti seniorską karierę rozpoczynał w 2007 roku w zespole US Colomiers, grającym w piątej lidze. W sezonie 2007/2008 awansował wraz z nim do czwartej ligi. W ciągu kolejnych czterech sezonów rozegrał w niej 109 spotkań i zdobył 12 bramek. W 2012 roku przeszedł do grającego w Ligue 2 zespołu Stade Lavallois i występował tam przez dwa sezony.
W 2014 roku został graczem klubu SM Caen z Ligue 1. W lidze tej zadebiutował 9 sierpnia 2014 w wygranym 3:0 meczu z Evian Thonon Gaillard FC. Rozegrał wówczas całe spotkanie. Przez trzy sezony w barwach Caen zagrał w 87 ligowych meczach.
W 2017 roku odszedł do AJ Auxerre, grającego w Ligue 2.

## Kariera reprezentacyjna
W reprezentacji Beninu Adéoti zadebiutował 26 maja 2012 w zremisowanym 2:2 towarzyskim meczu z Burkiną Faso.